# Cerambycoidea
Cerambycoidea Latreille, 1802, è una superfamiglia dell'ordine dei Coleoptera (sottordine Polyphaga, infraordine Cucujiformia).

## Morfologia
I Cerambycoidea sono insetti criptopentameri, cioè pentameri (formula tarsale 555), ma con un articolo dei tarsi (il quarto) nascosto (da cui il prefisso greco crypto-) in quanto estremamente piccolo.

Questo carattere è condiviso anche da altri gruppi di coleotteri (crisomelidi, bruchidi, antribidi, curculionidi, scolitidi) che un tempo era tutti riuniti nella superfamiglia Phytophaga, ma che ora costituiscono superfamiglie separate.

A differenza di questi gruppi, i Cerambycoidea non hanno il capo prolungato in rostro come i Curculionoidea, né larve pigmentate che si nutrono all'esterno di piante, come i Chrysomeloidea.

I Cerambycoidea sono caratterizzati inoltre da un corpo abbastanza allungato e generalmente da lunghe antenne, cosa che ha dato loro l'appellativo di Longicorni.

## Biologia
I Cerambycoidea sono coleotteri fitofagi che si sviluppano allo stadio larvale a spese di svariati tessuti vegetali: legno, cortecce, radici arboree o erbacee, steli erbacei. 
Molte specie sono di grande interesse agrario o forestale, perché dannose alle essenze forestali, alle coltivazioni e alle derrate alimentari.

## Distribuzione
In Italia i Cerambycoidea sono costituiti da due famiglie, i Vesperidae e i Cerambycidae veri e propri.

La stragrande maggioranza dei Cerambycoidea rientrano nella famiglia dei Cerambicidi, a diffusione mondiale.
Le altre due famiglie, Disteniidae e Oxypeltidae, sono diffuse rispettivamente al di fuori dell'Europa e nel sud dell'America Meridionale.

## Sistematica
L'istituzione della superfamiglia Cerambycoidea si è resa necessaria dopo l'elevamento dei Disteniidae ( e poi dei Vesperidae e Oxypeltidae) al rango di famiglia.

A differenza dei Chrysomeloidea, con i quali sono chiaramente imparentati, i Cerambycoidea non possiedono larve pigmentate (se non secondariamente) che si nutrono all'esterno di piante.

Altre caratteristiche riguardano la morfologia delle larve e degli adulti.
I Cerambycoidea si suddividono in 4 famiglie:
- Cerambycidae Latreille, 1802
- Vesperidae Mulsant, 1839
- Disteniidae Thomson, 1860
- Oxypeltidae Lacordaire, 1869